# Cochon 311
En 1946, les États-Unis procèdent à des essais nucléaires sur l'île de Bikini. Ils envoient 3 352 animaux sur l'île irradiée afin d'observer les conséquences de la radioactivité sur des êtres vivants. Tous les animaux meurent, sauf un cochon portant le matricule 311, qui semble avoir survécu sans en garder de séquelles. 
Le mythe avait pourtant été démenti dès juillet 1946 : il n'était pas présent dans la zone irradiée lors de l'explosion,.